# Istarsko dvoglasno pjevanje
Istarsko dvoglasno pjevanje je hrvatska kulturna baština folklornog pjevanja uz pratnju narodnih instrumenata koji sviraju po istarskoj ljestvici. Napjevi se izvode dakle dvoglasno, ali u netemperiranim intervalima (malo manji od male terce ili malo veći od velike sekste). Predtakt ukazuje na vođicu u donjem glasu koja se pjeva samo u kadenci (kraju napjeva). Koristi se ne samo u Istri, nego i na Kvarneru, kvarnerskim otocima i još nekim kvarnerskim mjestima.
Istarska ljestvica:
|D  |C# D E F G G# |
|H#|C H C# D E F   |
Prvi ga je opisao Ivan Matetić Ronjgov 1925. godine u svojim radovima O istarskoj ljestvici i O bilježenju istarskih popijevki, da bi tome godinu dana kasnije dodao raspravu Još o bilježenju istarskih popijevki. Njegova vokalna djela nastala su kasnije.

## Dvoglasje tijesnih intervala Istre i Hrvatskog primorja
Dvoglasje tijesnih intervala Istre i Hrvatskog primorja kompleksan je stil folklorne glazbe koja se temelji na dvoglasju netemperiranih tonskih odnosa te karakterističnoj boji tona koji se kod vokalne glazbe postiže snažnim pjevanjem dijelomice kroz nos. Neobični intervalski razmaci unutar ljestvice rezultiraju neobičnim intervalima u dvoglasju, bliskima terci ili seksti. Osnovni oblik ljestvice ima okvir čistoga intervala kvinte, a oblik ljestvice koji se koristi u Puli i okolici ima okvir male sekste.
Često tijekom izvođenja u obje dionice dolazi do improvizacije i varijacije, no, unisono završeci ili završeci u oktavi ostaju strogo pravilo (ovu karakteristiku možemo svakako uočiti i kod stila bugarenje bez obzira na to što se donja dionica dodatno spusti za sekundu ili malu tercu). Metroritamska, formalna struktura i struktura teksta kreću se od jednostavnih do vrlo složenih obrazaca, a specifičan je odnos glazbe i teksta.
Tipični instrumenti koji prate ovo pjevanje su sopile (koje se sviraju u paru, slika desno), gajde, flauta i frula tambura. Nastalo je nekoliko stilova pjevanja u različitim krajevima, tako npr. u kanatu drugi glas je zamijenjen malim sopilama, a u tarankanju riječi su zamijenjene slogovima (najčešće ta-na-na, ta-ra-ran, i sl.) koji imitiraju zvuk frule.
Dugo su bili neuspješni pokušaji Ministarstva kulture RH da se dvoglasje zaštiti pri UNESCO-u kao nematerijalna kulturna baština () jer se štite oblici korištenja ljestvice, a ne sama ljestvica čija je osnovna znamenitost odmak od uobičajene temperacije. Akustički je neistražena i brzo nestaje pod utjecajem talijanske glazbe i masovnih medija. 
God. 2009. Istarsko dvoglasno pjevanje i sviranje na istarskoj ljestvici je upisano na UNESCO-ov popis nematerijalne svjetske baštine u Europi. Ova tradicija je još uvijek živa i dio svakodnevnog života Istre i Hrvatskog primorja, te se često izvodi na svadbama, javnim i obiteljskim okupljanima i vjerskim službama. Tako postoji stotinjak izvrsnih pjevača i desetine izrađivača instrumenata koji su ovu tradiciju baštinili od svojih predaka. Danas su većinom povezani u amaterska folklorna društva, raširena u cijelom području gdje se izvodi.

## Poveznice
- Hrvatska kulturna baština
- Nematerijalna kulturna baština
- Nematerijalna svjetska baština

## Vanjske poveznice
- informacije i video na kultura.hr
- Hrvatska prva u Europi po nematerijalnoj kulturnoj baštini business.hr, 1. listopada 2009. godine
- audio primjeri tarankanja (wav format) glazbenog ansambla LADO, Ivana i Romana Bozaca (Rozenica) i Martina Kutića uz pratnju gajdi (mih) (engl.)